# エカテリーナ・エフドキモワ
エカテリーナ・エフドキモワ（ロシア語: Евдокимова, Екатерина Павловна、ラテン文字転写: Ekaterina Evdokimova、1994年9月10日 - ）は、ロシアの女子バレーボール選手。ポジションはミドルブロッカー。ロシア代表。

## 来歴

### クラブチーム
スヴェルドロフスク州アラパエフスク出身。2013年、ウラロチカ・エカテリンブルクに入団。2014/15と2018/19シーズンのロシアスーパーリーグで3位となった。2020年5月、ロコモティブ・カリーニングラードへの移籍が発表され、創部3年目のチームをロシアスーパーリーグ初優勝へ導いた。2021/22シーズンはロシアスーパーリーグで2連覇に貢献した。欧州チャンピオンズリーグではベスト8となった。2023/24シーズンからはディナモ・モスクワと契約し、ロシアカップで優勝した。

### 代表チーム
アンダーカテゴリーの代表として2013年、U-20世界選手権に出場し6位となった。2017年、シニア代表に初選出され、同年のエリツィン大統領杯でデビュー。同年のワールドグランプリ、欧州選手権、グラチャンに出場した。

## 球歴
- グラチャン - 2017年
- 欧州選手権 - 2017年
- ワールドグランプリ - 2017年

## 受賞歴
- 2023年 - ロシアカップ ベストブロッカー賞

## 所属クラブ
- Uralochka-NTMK（2013-2015、2016-2020年）
- ロコモティブ・カリーニングラード（2020-2023年）
- ディナモ・モスクワ（2023-2024年）
- ディナモ・クラスノダール（2024年-）